# Красный Колос (Луганская область)
Красный Колос (укр. Красний Колос) — село, относится к Ровеньковскому городскому совету Луганской области Украины. Под контролем самопровозглашённой Луганской Народной Республики.

## География
Соседние населённые пункты: сёла Чапаевка (примыкает), Рафайловка, Леськино, Ильинка, посёлки Горняк и Тацино на юге, село Лозы, посёлки Михайловка, Кошары, город Ровеньки на юго-востоке, посёлок Пролетарский и сёла Новоукраинка, Вербовка на востоке, Картушино, Ребриково, Мечетка на северо-востоке, посёлок Ясеновский (примыкает), село Зеленодольское на севере, Зелёный Курган, посёлки Колпаково, Щётово, Каменное на северо-западе, город Антрацит на западе, посёлок Верхний Нагольчик на юго-западе.

## Население
Население по переписи 2001 года составляло 183 человека. Численность населения на 2011 год — 167 человек.

## Общие сведения
Почтовый индекс — 94782. Телефонный код — 6433. Занимает площадь 0,4 км². Код КОАТУУ — 4412347701.

## Местный совет
94781, Луганская обл., Ровеньковский горсовет, пгт. Ясеновский, ул. Ленина, 18.